# Angelo Pierleoni
Angelo Pierleoni (Celano, 15 dicembre 1962) è un allenatore di calcio ed ex calciatore italiano.

## Biografia
Viene da una famiglia di sportivi, il fratello Luigi, di ruolo centrocampista offensivo, ha giocato per 15 anni tra la C2 e la C1, il figlio ha giocato in campionati dilettantistici, mentre il nipote Manuel, figlio di Luigi, è un ex calciatore professionista.

## Carriera

### Giocatore
Centrocampista, è cresciuto tra Teramo e Fermana; con quest'ultima squadra ha vinto un campionato interregionale in posizione di attaccante e ha militato anche l'anno dopo in C2. Poi ha svolto gran parte della sua lunga carriera tra Serie B e Serie C, raggiungendo però anche la massima divisione con Cesena (annate 1989-1990 e 1990-1991) e Ascoli (annata 1991-1992).
In carriera ha totalizzato complessivamente 52 presenze e 3 reti in Serie A e 131 presenze e 20 reti in Serie B (con le maglie di Messina, Brescia e Ascoli, con cui ha ottenuto la promozione in A nell'annata 1990-1991.

### Allenatore
La più significativa esperienza da allenatore è sulla panchina della Fidelis Andria che nel 2002 lo assume formalmente come allenatore, anche se la guida tecnica è affidata a Roberto Cappellacci, appena ritiratosi e perciò ancora sprovvisto di patentino.
Nel 2010-2011 assume la guida del Luco Canistro, in serie D, che lascia consensualmente dopo la seconda giornata di campionato.

## Palmarès

### Giocatore

#### Competizioni nazionali
• Serie B: 
1 Ascoli: 1990-1991
- Serie C2: 2

Teramo: 1985-1986
Avezzano: 1995-1996
- Campionato Interregionale: 1

Fermana: 1983-1984